# Факультет государственного управления МГУ
Факультет государственного управления МГУ (ФГУ МГУ) — один из факультетов Московского государственного университета имени М. В. Ломоносова.

## О факультете
Факультет государственного управления размещается в Шуваловском корпусе МГУ.

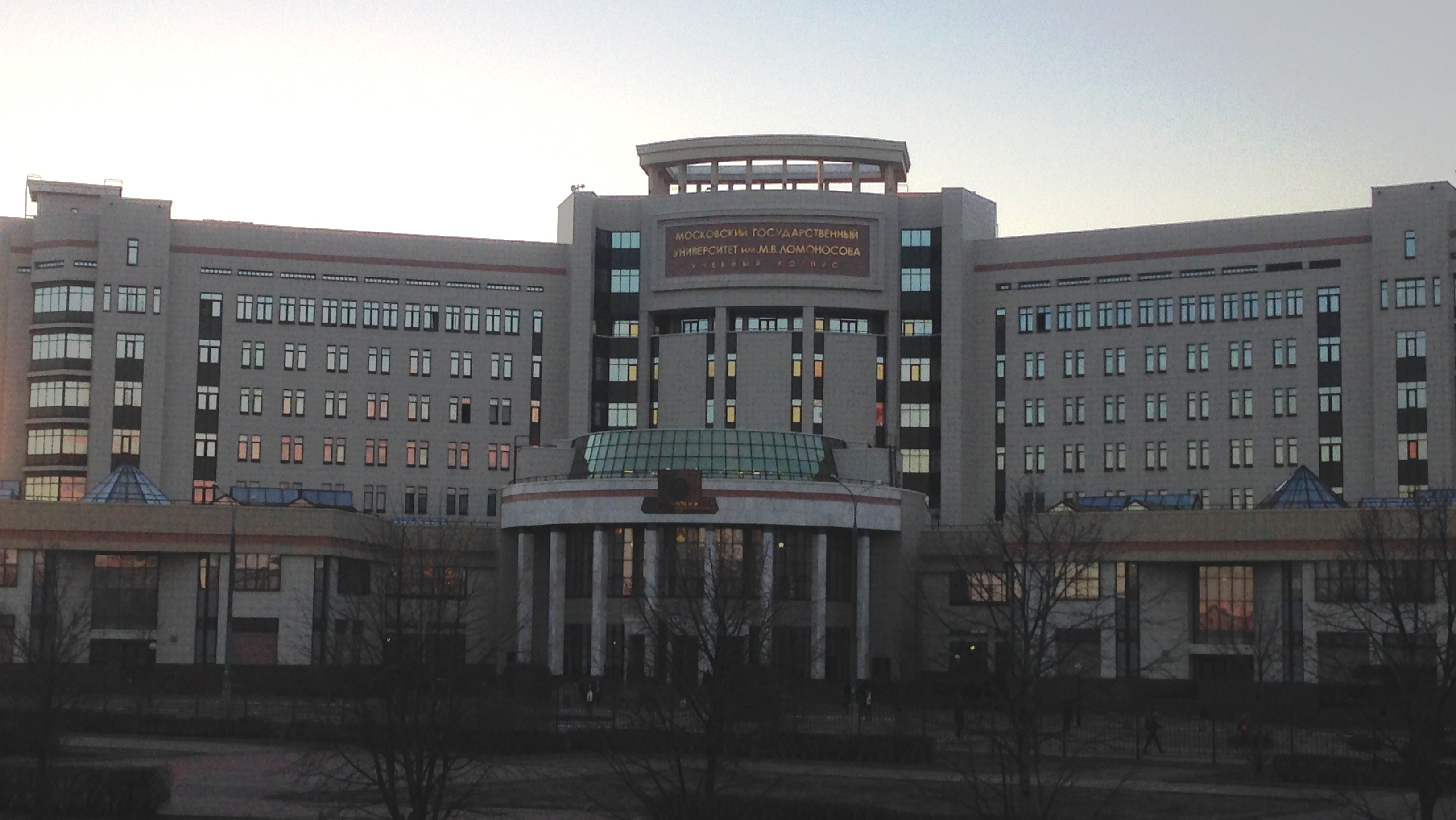
Шуваловский корпус МГУ

### История факультета
Факультет основан в 1993 году по инициативе А. В. Сурина. Первый набор студентов был осуществлён в 1994 году. Конкурс составил 6 человек на место, всего принято на обучение 33 человека. Факультет стал одним из первых подразделений МГУ, все аудитории которого были оснащены компьютерами.
Первый выпуск состоялся в 1999 году. До 2001 носил название ИГУиСИ — Институт государственного управления и социальных исследований МГУ имени М. В. Ломоносова.
С 2011 года факультет государственного управления возглавляет председатель Комитета по образованию Государственной думы Федерального собрания РФ, председатель правления фонда «Русский мир», доктор исторических наук В. А. Никонов.

## Издательская деятельность
Издательский центр ФГУ был создан в 1995 году решением Учёного совета факультета государственного управления. За двадцать пять лет выпустил в свет сотни книг, брошюр, номеров научного журнала «Вестник Московского университета. Серия XXI. Управление (государство и общество)» и научного журнала «Государственное управление. Электронный вестник», ряд электронных изданий, несколько десятков публикаций в сотрудничестве с издательствами Московского университета, «Инфра-М», «Аспект-Пресс», «Проспект», «Кнорус», «Дело», «Книжный дом Университет», «Форум», «Росспэн», «Аргамак» и др.[значимость факта?]
- «Государственное управление. Электронный вестник» в Киберленинкев РИНЦ
- «Вестник Московского университета. Серия 21. Управление (государство и общество)» в Киберленинке

## Кафедры факультета
- иностранных языков
- истории государственного и муниципального управления
- математических методов и информационных технологий в управлении
- международных организаций и проблем глобального управления
- мировой экономики и управления внешнеэкономической деятельностью
- политического анализа
- правовых основ управления
- регионального и муниципального управления
- социологии управления
- стратегических коммуникаций
- стратегического планирования и экономической политики
- теории и методологии государственного и муниципального управления
- управления в сфере межэтнических и межконфессиональных отношений
- управления персоналом (заведующий — проф. В. П. Пугачёв)
- финансового менеджмента
- экономики инновационного развития